# Tordu du Gers
Le tordu du Gers est un pain blanc formé en gros boudin et tordu (d'où son nom).

## Fabrication
Cette torsion permet d’obtenir un pain moelleux avec « une croûte épaisse et une mie très alvéolée ». Pour fabriquer le pain tordu, les boulangers utilisent indifféremment de la levure ou du levain, avec soit de la farine blanche, soit semi-complète. Pierre Koffmann (en), dans ses Memories of Gascony en donne une recette. Elle provient de sa grand-mère maternelle, qui lors de ses vacances dans le Gers, lui fit découvrir une cuisine typiquement paysanne, un héritage qui lui a permis d'obtenir trois étoiles pour son restaurant de Chelsea.

## Variété
Un type de pain identique est fabriqué en Limousin, le pain cordé.

## Un vieux pain paysan
Pierre Koffmann (en), dans ses Memories of Gascony en donne une recette. Elle provient de sa grand-mère maternelle, qui lors de ses vacances dans le Gers, lui fit découvrir une cuisine typiquement paysanne, un héritage qui lui a permis d'obtenir trois étoiles pour son restaurant de Chelsea.